# Романово (Сьредський повіт)
Романово (пол. Romanowo, нім. Romanowo, 1939-45: Petersdorf) — село в Польщі, у гміні Сьрода-Велькопольська Сьредського повіту Великопольського воєводства.
Населення — 73 особи (2011).
У 1975-1998 роках село належало до Познанського воєводства.

## Демографія
Демографічна структура станом на 31 березня 2011 року:
|          | Загалом | Допрацездатний вік | Працездатний вік | Постпрацездатний вік |
| -------- | ------- | ------------------ | ---------------- | -------------------- |
| Чоловіки | 35      | 5                  | 26               | 4                    |
| Жінки    | 38      | 4                  | 26               | 8                    |
| Разом    | 73      | 9                  | 52               | 12                   |